# Homoródalmás
Homoródalmás (románul Merești, korábban Poiana Mărului) falu Romániában, Hargita megyében, Homoródalmás község központja. Az egykori Udvarhelyszék második legnépesebb községe.

## Fekvése

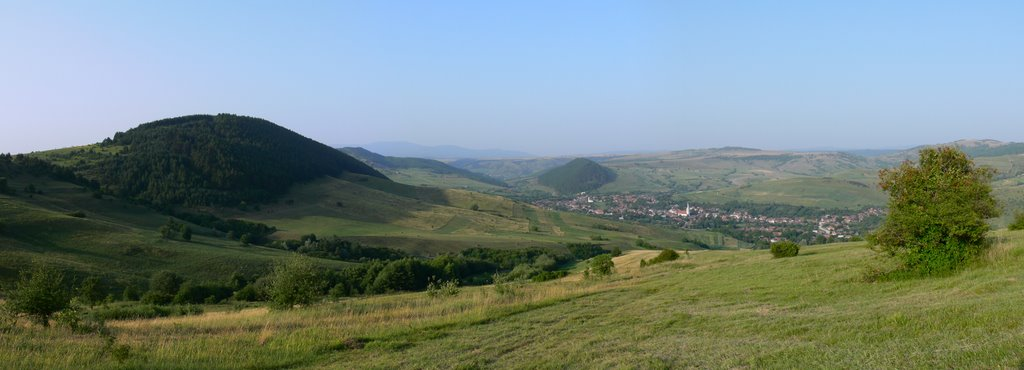
Homoródalmás és a Nagy-Mál

Székelyudvarhelytől 23 km-re délkeletre, a Kis-Homoród völgyében fekszik.

## Nevének eredete
Neve alapján egykor vadalmában gazdag terület lehetett.

## Története
A falu hét kis községből: Almás, Benczőfalva, Czikefalva, Kakod, Varjas, Ipacs és Benes falvakból alakult ki valószínűleg már a 13. század elején. 1332-ben említik először. A faluban több nemesi család lakott az évszázadok során. Köztük néhányan: a lófő homoródalmási Rigó család, a homoródalmási Baczó család, a homoródalmási Gothárd család, a homoródalmási Barra család, a homoródalmási Szabó család, a homoródalmási Kovács család, a homoródalmási Mihály család, a homoródalmási Jakab család, a homoródalmási Donáth család, a homoródalmási Kadácsi család, a homoródalmási Sándor család, és a homoródalmási Orbán család található. 1762-ben a falu megtagadja a katonai szolgálatot, ezért megtorlásul az Atlhan lovasezred egy századát szállásolják be ide. A falu a 19. században híres bútorfestő központ volt. 1910-ben 2381 magyar lakosa volt. A trianoni békeszerződésig Udvarhely vármegye Homoródi járásához tartozott. 1992-ben 1527 lakosából 1 román kivételével mind magyarok voltak.

## Látnivalók
- A Vargyas-szurdoktól keletre a Kőmező területén román kori kápolna romjai láthatók, a kápolna valószínűleg a tatárjáráskor pusztult el, falait 1930-ban magasították, de az építés abbamaradt. Orbán Balázs az egykori Varjas falu templomát látta benne.
- Unitárius temploma 1786 és 1793 között épült késő barokk stílusban, 15. századi templomát 1693-ban bontották le a második templom építésekor, melyet 1789-ben bontottak le, a falutól délnyugatra állott.
- A régi templom dombján Orbán Balázs szerint a középkori Cike falu állott.
- Római katolikus temploma 1892-ben épült.
- 1902-ben épített görögkatolikus templomát 1938-ban lebontották, hogy újat építsenek, de az építés 1940-ben abbamaradt.
- A falutól keletre fekszik a Vargyas-patak festői szurdokvölgye, ahol számos barlang is található. A legnagyobb, 1500 m hosszú barlang Orbán Balázs nevét viseli. A barlang az ősember lakóhelye, később a falu lakóinak erődített menedékhelye volt.
- A falutól nyugatra emelkedő Várhegyen földsáncok nyomai látszanak.

## Borvízforrások és népi fürdők
- Homoródalmás borvízforrásai

## Ismert emberek
- Itt született 1654-ben Almási Gergely Mihály unitárius egyházi író, unitárius püspök.
- Itt született 1888-ban Zoltán Sándor unitárius lelkész, egyházi író.
- Itt született 1915-ben Péterfy Emília író, tanító, tankönyvíró.
- Itt született 1930-ban Szabó Gyula regényíró.

## Hivatkozások

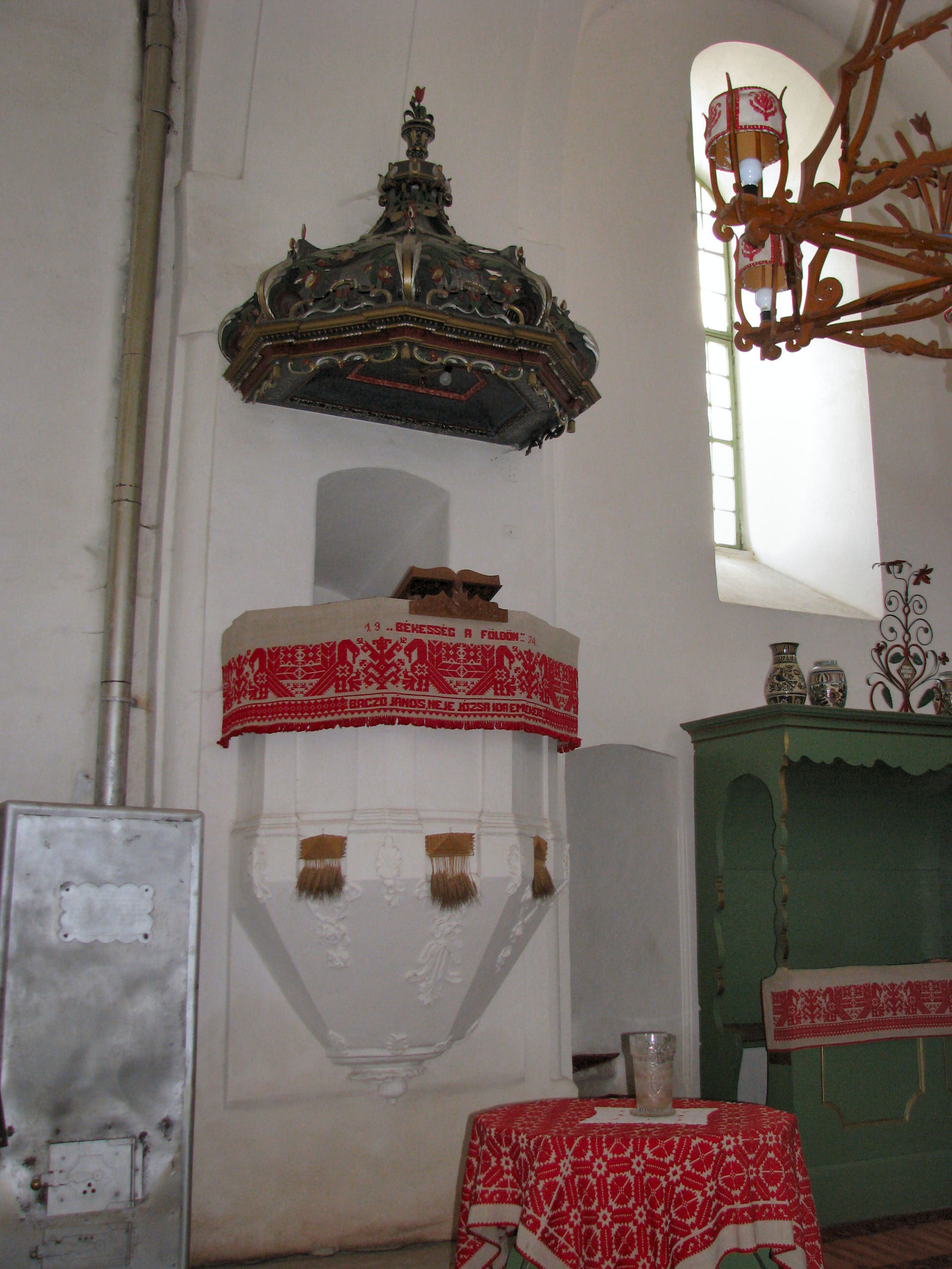
Unitárius templom szószéke
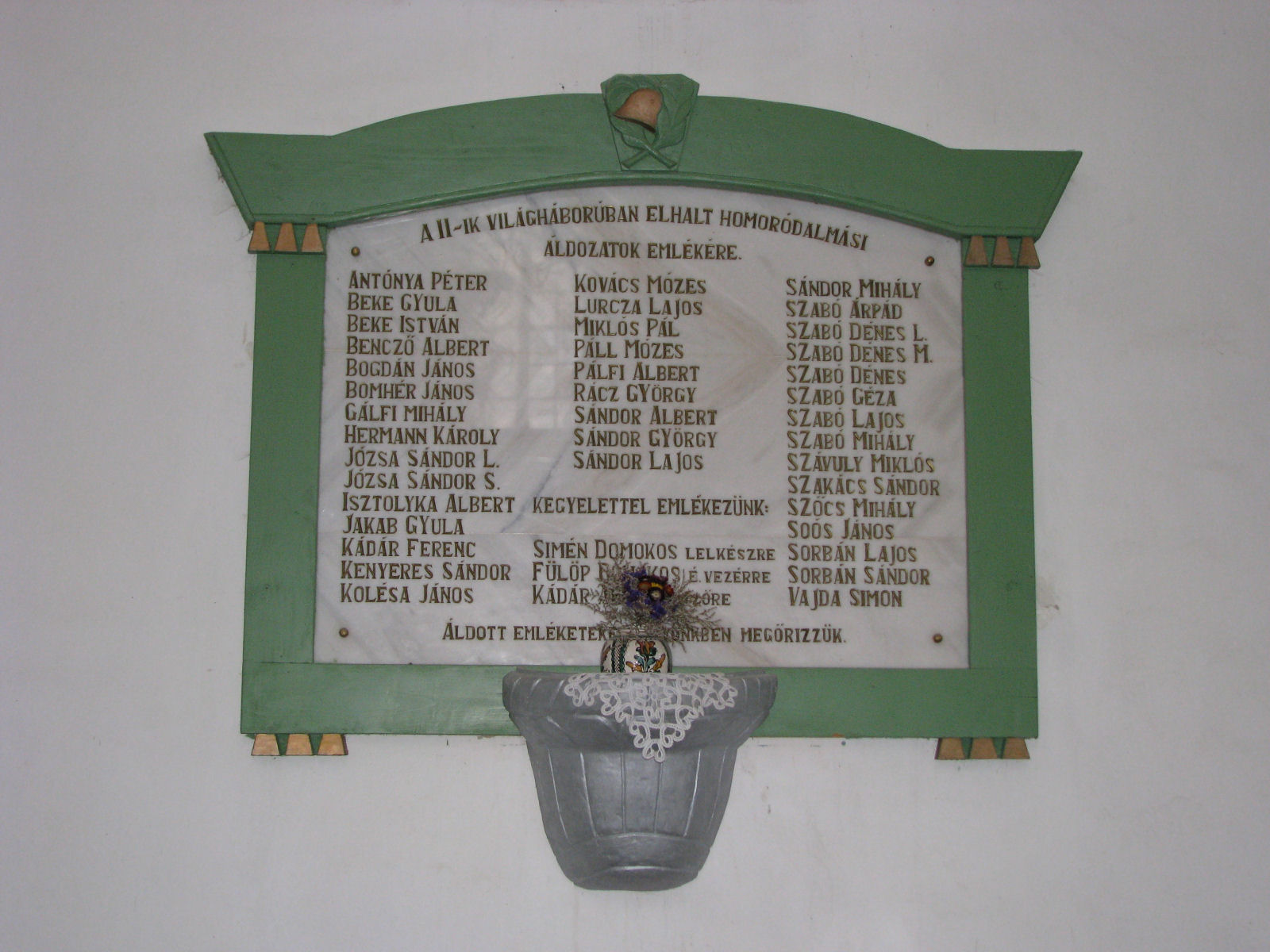
Második világháborús hősök emléktáblája
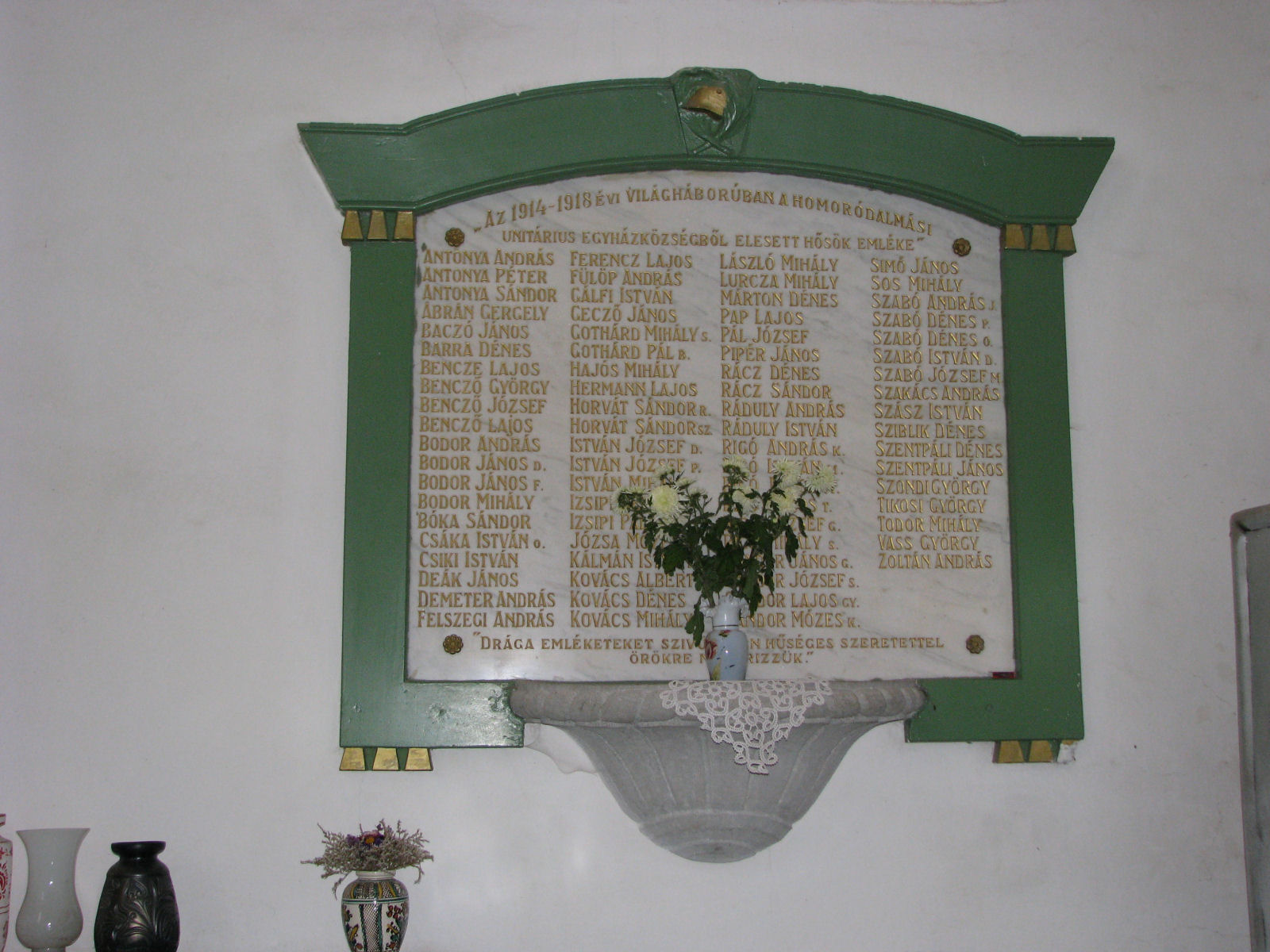
Első világháborús hősök emléktáblája
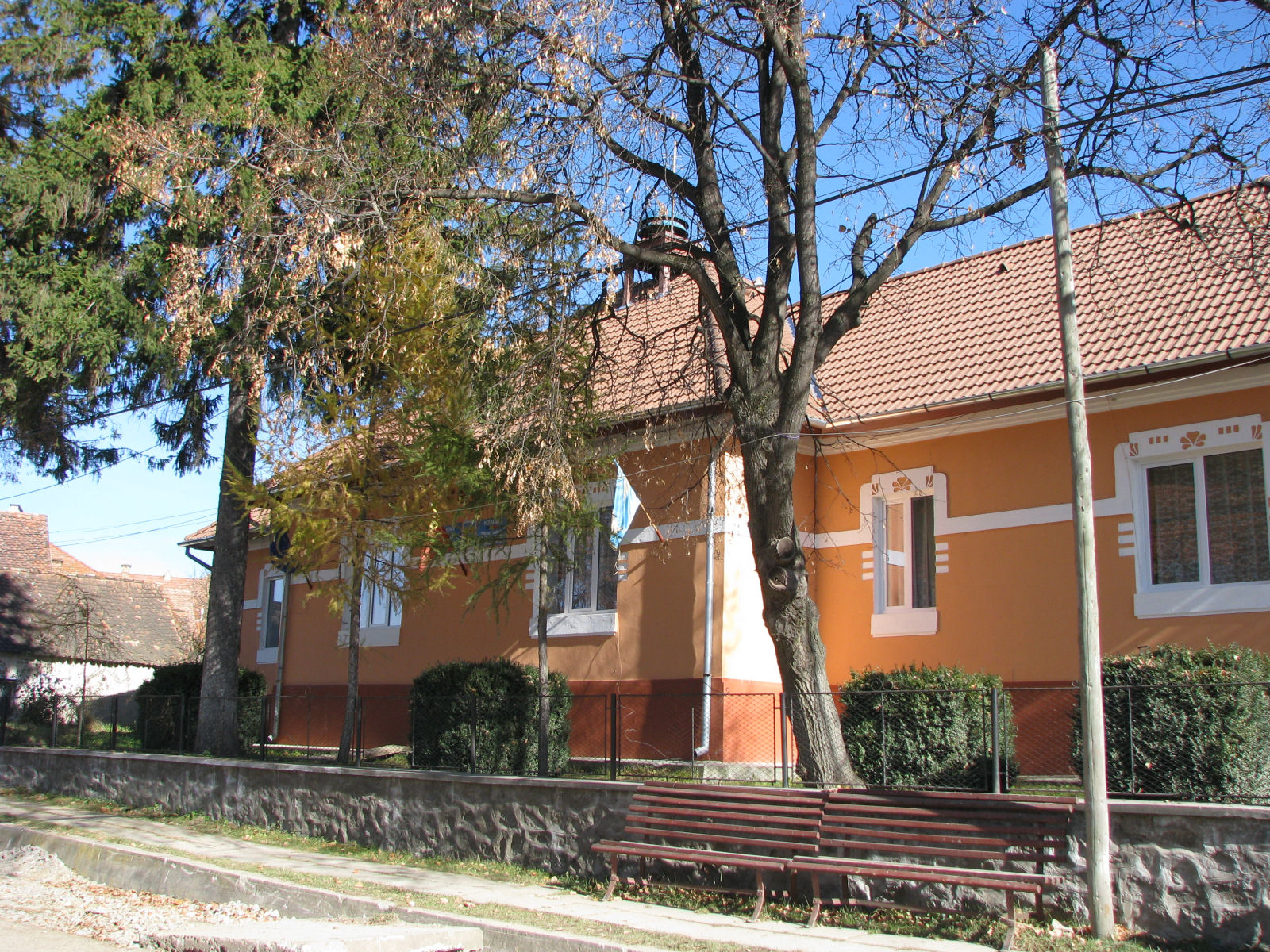
Az önkormányzat épülete
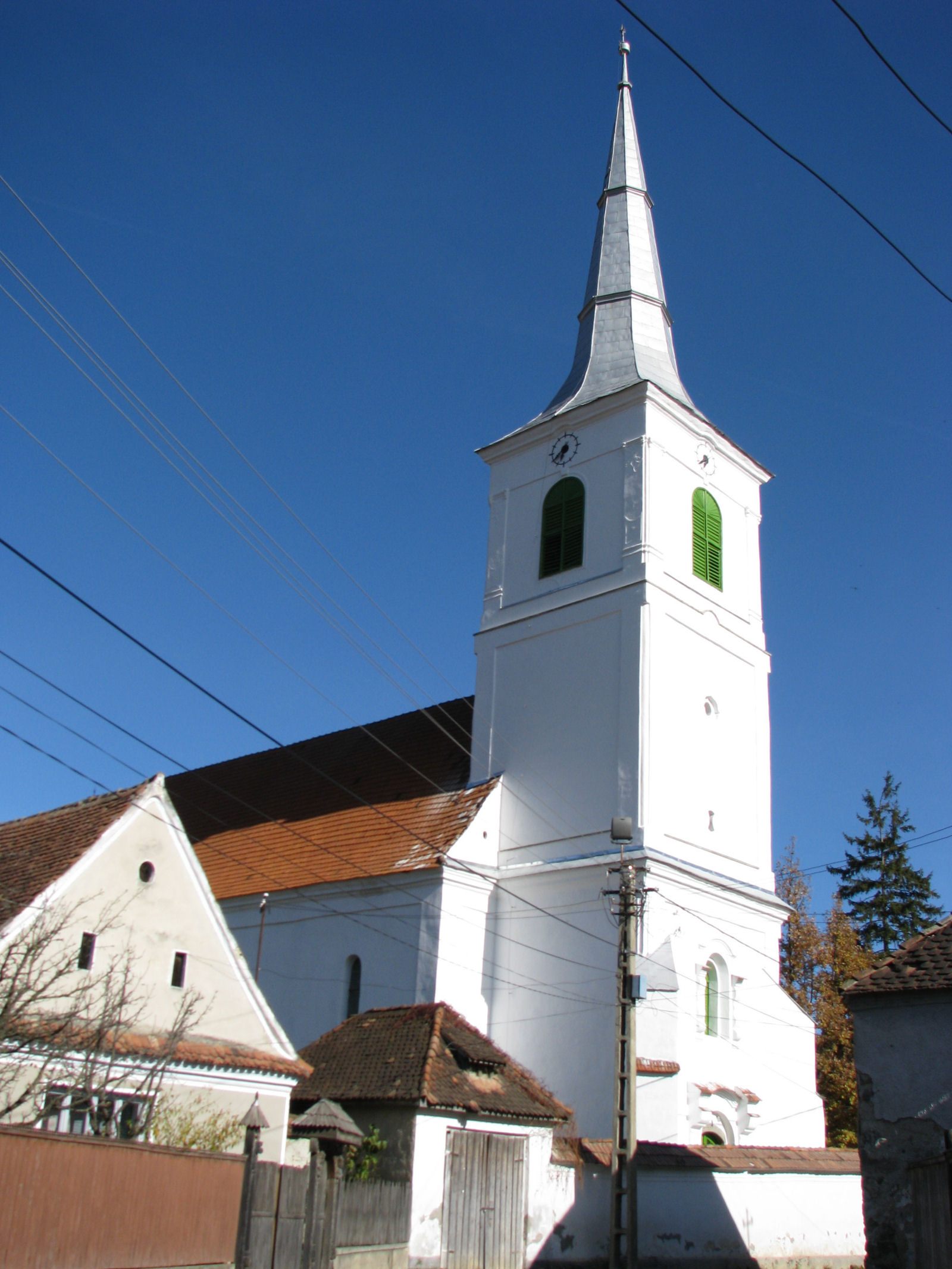
Unitárius templom